# Digna e Emérita
As santas Digna e Emérita são veneradas como mártires pela Igreja Católica no dia 22 de setembro.
Acredita-se que suas relíquias estejam na igreja de San Marcello al Corso, em Roma, embora haja registro de que no dia 5 de abril de 838, um monge chamado Félix apareceu em Fulda com o que ele alegava serem as relíquias de São Cornélio, Calisto, Agapito, São Jorge, Vicente de Saragoça, Máximo, Santa Cecília, Santa Eugênia, Santas Digna e Emérita, e Columbana.